# WIEM Encyklopedia
WIEM Encyklopedia (volledige naam in het Pools: Wielka Interaktywna Encyklopedia Multimedialna) is een Poolse internetencyclopedie. Wiem betekent in het Pools 'ik weet het'. 
De eerste gedrukte editie werd uitgebracht omstreeks 1995 en de tweede in 1998. De encyclopedie bevatte ongeveer 66.000 lemmata. 
De digitale versie van de encyclopedie werd vrijgegeven in 2000 door het Poolse webportaal Onet.pl. In 2004 werd de encyclopedie betaald toegankelijk, maar in 2006 werd dit teruggedraaid. Vanaf de negende online editie van 2006 bevatte de encyclopedie 125.000 lemmata.